# Ингельгем, Йозеф ван
Йозеф ван Ингельгем (фр. Joseph Van Ingelgem; 23 января 1912 года, Жет — 29 мая 1989 года, неизвестно) — бельгийский футболист, защитник, участник чемпионата мира 1934 года.

## Клубная карьера
Ингельгем — воспитанник клуба «Моленбек». В 1929 году дебютировал за команду и стал игроком стартового состава. В 1936 и 1937 годах был чемпионом Бельгии, в 1939 году после исключения команды во второй дивизион из-за коррупционного скандала продолжал играть за клуб. В 1942 году завершил профессиональную карьеру.

## Карьера в сборной
В 1932 и 1934 года провёл 11 матчей за сборную. 11 декабря 1932 года дебютировал за сборную в матче против Австрии. Был также в заявке на чемпионат мира 1934 года во Италии, но не играл на турнире.
| Матчи и голы Йозефа ван Ингельгема за сборную Бельгии | Матчи и голы Йозефа ван Ингельгема за сборную Бельгии | Матчи и голы Йозефа ван Ингельгема за сборную Бельгии | Матчи и голы Йозефа ван Ингельгема за сборную Бельгии | Матчи и голы Йозефа ван Ингельгема за сборную Бельгии | Матчи и голы Йозефа ван Ингельгема за сборную Бельгии | Матчи и голы Йозефа ван Ингельгема за сборную Бельгии |
| ----------------------------------------------------- | ----------------------------------------------------- | ----------------------------------------------------- | ----------------------------------------------------- | ----------------------------------------------------- | ----------------------------------------------------- | ----------------------------------------------------- |
| №                                                     | Дата                                                  | Место проведения                                      | Соперник                                              | Счёт                                                  | Голы                                                  | Турнир                                                |
| 1                                                     | 11 декабря 1932                                       | Брюссель, Бельгия                                     | Австрия                                               | 1:6                                                   | —                                                     | Товарищеский матч                                     |
| 2                                                     | 12 февраля 1933                                       | Брюссель, Бельгия                                     | Италия                                                | 2:3                                                   | —                                                     | Товарищеский матч                                     |
| 3                                                     | 12 марта 1933                                         | Цюрих, Бельгия                                        | Швейцария                                             | 3:3                                                   | —                                                     | Товарищеский матч                                     |
| 4                                                     | 26 марта 1933                                         | Коломб, Франция                                       | Франция                                               | 3:0                                                   | —                                                     | Товарищеский матч                                     |
| 5                                                     | 7 мая 1933                                            | Амстердам, Нидерланды                                 | Нидерланды                                            | 1:2                                                   | —                                                     | Товарищеский матч                                     |
| 6                                                     | 4 июня 1933                                           | Варшава, Польша                                       | Польша                                                | 0:1                                                   | —                                                     | Товарищеский матч                                     |
| 7                                                     | 11 июня 1933                                          | Вена, Австрия                                         | Австрия                                               | 4:1                                                   | —                                                     | Товарищеский матч                                     |
| 8                                                     | 25 февраля 1934                                       | Дуйсбург, Германия                                    | Германия                                              | 8:1                                                   | —                                                     | Товарищеский матч                                     |
| 9                                                     | 26 ноября 1933                                        | Брюссель, Бельгия                                     | Дания                                                 | 2:2                                                   | —                                                     | Товарищеский матч                                     |
| 10                                                    | 25 февраля 1934                                       | Дублин, Ирландия                                      | Ирландия                                              | 4:4                                                   | —                                                     | отбор на ЧМ—1938                                      |
| 11                                                    | 11 марта 1934                                         | Амстердам, Нидерланды                                 | Нидерланды                                            | 9:3                                                   | —                                                     | Товарищеский матч                                     |

Итого: 12 матчей / 0 голов; 2 победы, 3 ничьи, 6 поражений.